# Colotis vestalis
White Arab, Colotis vestalis là một loài bướm nhỏ thuộc họ Pieridae, có màu vàng và trắng, được tìm thấy ở Ấn Độ. Nó có sải cánh dài từ 4–5 cm.

## Phân bố
Được ghi nhận từ Baluchistan, Punjab, Tây Ấn Độ, Kutch, Rajasthan, Sindh, Madhya Pradesh. Loài này cũng được tìm thấy ở các tỉnh quanh vịnh Ba Tư.

## Phân loài
- Colotis vestalis vestalis
- Colotis vestalis castalis (Staudinger, 1884) (Somalia, bắc Ethiopia, Sudan, Kenya, đông bắc Tanzania)
- Colotis vestalis nadir Gross & Ebert, 1975

## Hình ảnh

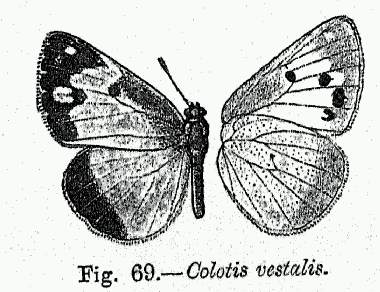
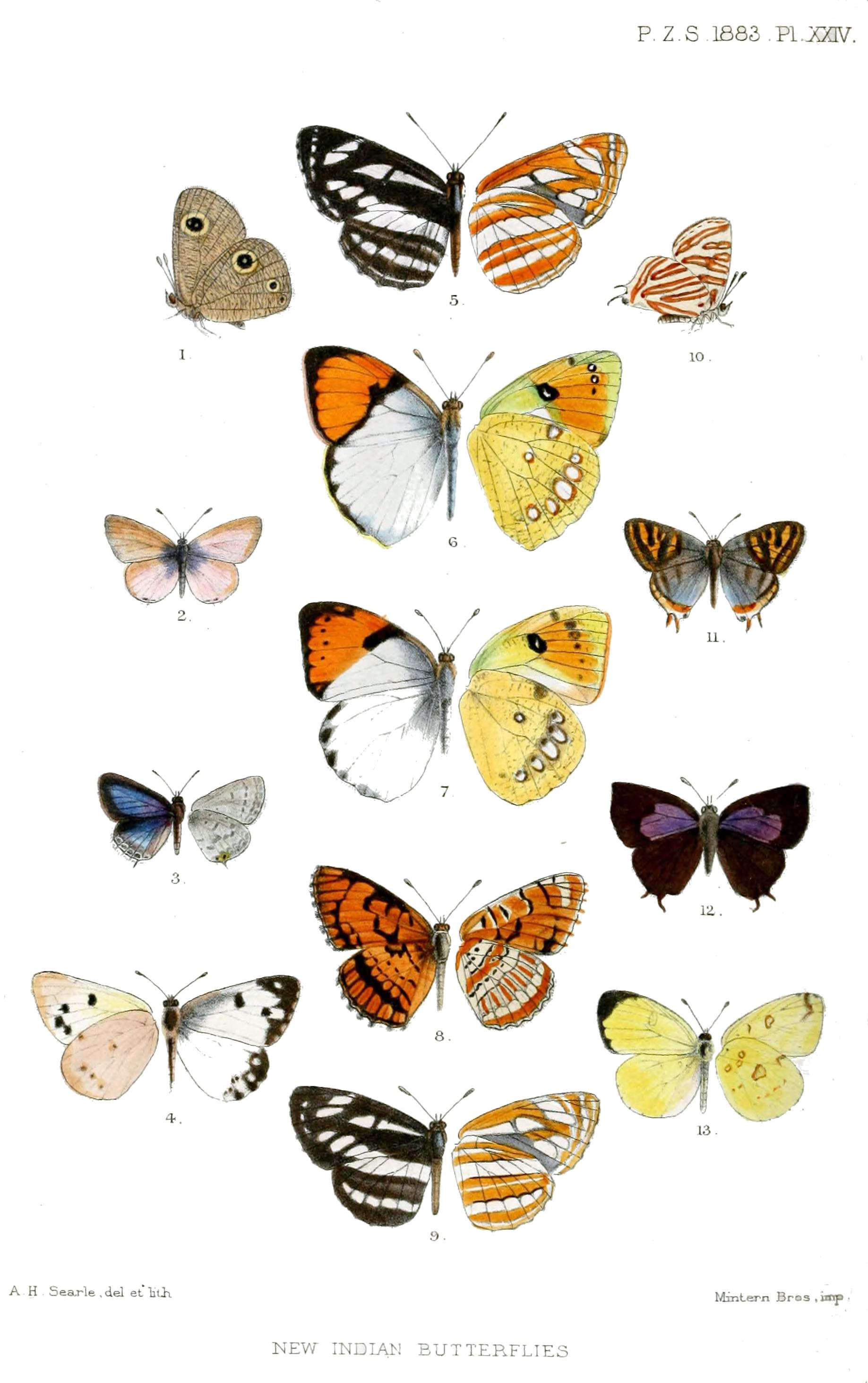